# Incidentcoördinator
Een incidentcoördinator (afgekort:IC-er) of incidentmanager (afgekort:IM-er) is een ICT-beroep. Conform ITIL valt de functie onder het servicedesk-proces. De incidentcoördinator is voornamelijk verantwoordelijk voor de voortgang van het incidentproces. De incidentcoördinator is soms een aparte functie binnen de procesgang, maar soms is het een rol die een medewerker van de servicedesk of helpdesk moet vervullen.
De incidentcoördinator monitort en rapporteert over de doorlooptijd van de lopende incidenten. De coördinator moet ervoor zorgen, dat hij op de hoogte is van de laatste status van de openstaande incidenten. Daarnaast moet hij ook trends herkennen en deze doorgeven aan de afdeling Problem Management, die dan een problem kan aanmaken om er voor te zorgen dat deze incidenten structureel worden opgelost.
Een incidentcoördinator verzorgt ook de rapportages over incidenten met een hoge prioriteit en/of urgentie. Hierbij wordt dan gerapporteerd wat precies de oorzaak van een incident was, wat de oplossing was, maar ook de communicatiestroom wordt dan genoteerd, bijvoorbeeld hoe laat er gebeld is, hoe laat er contact is geweest met bepaalde dispatchgroepen.
Ideaal is dat elke dispatchgroep zijn eigen incidentcoördinator heeft. Meestal is er een centrale incidentcoördinator en worden de incidentcoördinatoren van de oplosgroepen queuemanager of queuecoördinator genoemd. Daar waar de incidentcoördinator verantwoordelijk is voor de doorlooptijd van alle openstaande incidenten, is de queuecoördinator alleen verantwoordelijk voor de eigen queue. Veelal zijn deze personen ook de focalpoint van de dispatchgroepen. Meestal zal de incidentcoördinator qua communicatie zich richten tot de queuecoördinatoren in plaats van de personen die een incident moeten oplossen.